# 뉴욕한인교회

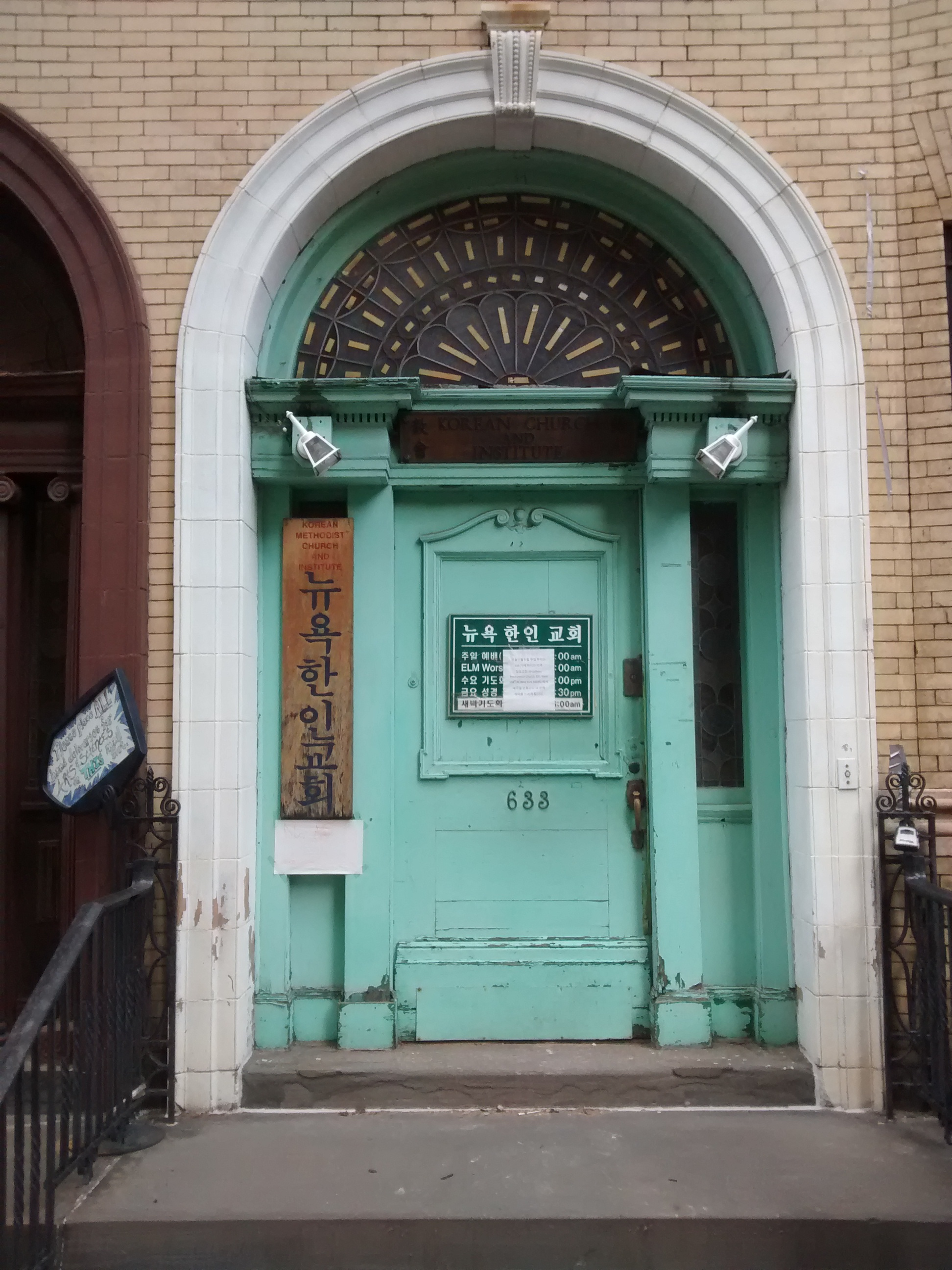

뉴욕한인교회(영어: Korean Methodist Church and Institute)는 1921년에 창립된 미국 연합 감리교회에 소속된 감리교공동체이다. 미국 뉴욕시 633 West 115th Street, New York, New York 에 위치하고 있다.

## 역사

### 공동체 설립
1910년 한일합방과 1919년 3.1 만세운동이 있은 후 1921년 뉴욕에서 한인들의 3.1절 기념회가 있었다. 이 자리에서 한인 개신교 공동체의 설립을 의논하고 그 결과로 뉴욕 한인교회가 설립되었다. 교회 설립날짜에 대하여는 자세한 기록이 없어 많은 설들이 있으나 현재 1921년 4월 28일을 설립 기념일로 지키고 있다.

### 첫 번째 예배
처음 예배는 매디슨 거리 감리교회(영어: Madison Avenue Methodist Church,교회주소는 1723 Madison Avenue New York, NY)에서 가졌다 하며 1923년 4월 22일 교인들의 헌금과 미국 연합감리교회 즉, 미국 감리교회의 도움으로 자체 건물을 459 West 21 Street에 마련한다. 1927년에는 컬럼비아 대학교 옆 633 West 115th Street로 다시 이전 한다. 아마도 유학생들이 많고, 진보적인 신학교인 유니언 신학교(영어: Union Theological Seminary)도 옆에 있어 옮긴 것으로 생각된다. 진보 신학의 명문인 유니언 신학교가 옆에 있어 뉴욕한인교회는 지적인 교회로 알려져 있다.

### 독립운동의 온상
교회 설립 당시 미국 특히 동북부에는 한인이 별로 없었다. 1902년 갈릭호 (en:SS Gaelic)를 타고 하와이로 한인들이 이민 노동자로 옴으로써 미국에도 한인들이 살기 시작하였으나, 그들이 동부로 이주하기에는 많은 시간이 걸린 것이다. 그보다는 한일합방 이후 망명한 애국지사들과 학생들이 개신교 교회를 이루었고 독립운동가들의 뉴욕 거점이 된 것이다. 교회 설립부터 독립을 위한 많은 활동이 있었고 해방과 정부 수립 이후에 많은 교인들이 대한민국으로 돌아가 활동하였다.

### 민주화 투쟁
고국으로 교인들이 돌아감으로 교회는 교인의 감소로 힘든 시절을 보내게 된다. 그러나 학생들과 남은 교인들로 교회는 유지된다. 대한민국이 독재정치로 고통받자, 뉴욕한인교회는 민주화 운동에 참여하였다. 1970년대에는 미국 이민법의 개정으로 한인의 이민이 늘어나고 교인들도 많아지게 된다. 자체 건물의 협소함이 장애물이 되기도 하였으나, 길 건너편에 있는 성공회학교인 성 힐다와 성 위고학교 (St. Hilda’s and St. Hugh’s School)와 의논하여 주일예배를 학교 예배실에서 드리게 된다. 학교와의 관계는 항상 좋지는 못하여, 한때 178가의 Broadway Temple, 120가의 유니온 신학(Union Theological Seminary)에서 예배를 드리기도 하였다. 2014년 현재 자체건물에서 계속 예배를 드리고 있으며 건물 증 개축을 추진하고 있다.
뉴욕 지방의 한인들의 숫자가 늘어남에 따라 주변에 교회가 새로 설립될 때 뉴욕한인교회 교인들이 중요한 역할을 많이 하였다. 이와같은 이유로 뉴욕한인교회는 작지만 뉴욕지방의 "모교회"로 불리기도 한다.

### 건물 신축
뉴욕한인교회의 건물은 역사적인 가치는 있으나 오래된 건물로 문제가 많아 같은 자리에 새 건물을 마련하기로 하였다. 이에 따라 2015년 7월부터 이웃에 있는 장로교회 건물(Broadway Presbyterian Church, 601 West 114th Street, New York, NY)에서 주일 오후 2시 30분에 예배를 드리고 있다. 건물 신축은 2년 이내에 끝날 것으로 예상하고 있다.

## 참고 문헌
- 강변에 앉아 울었노라 - 뉴욕한인교회 70년사, 최병현 대표집필, 깊은샘, 1992

## 같이 보기
- en:New York City 뉴욕시에 대한 영문위키 설명
- 감리교회